# ملك أباد (فورغ)
ملك أباد (بالفارسية: ملک‌آباد) هي منطقة سكنية تقع في إيران في فارس. يقدر عدد سكانها بـ 0 نسمة بحسب إحصاء 2016.